# Буденичі (Логойський район)
Буденичі — (біл. вёска Будзенічы), село (веска) в складі Логойського району розташоване в Мінській області Білорусі, підпорядковане Нестановицькій сільській раді.
Село Буденичі розташоване в центральних районах Білорусі, у північній частині Мінської області - орієнтовне розташування [Архівовано 16 травня 2020 у Wayback Machine.].